# Call of the Night
Call of the Night (яп. よふかしのうた, Yofukashi no Uta, укр. Поклик Ночі) — манґа Котоями про нічні пригоди школяра з безсонням та його подруги-вампірки, а також аніме-серіал за мотивами манґи, що транслювався влітку 2022 року.

## Сюжет
Не маючи можливості заснути чи знайти справжнє задоволення від повсякденного життя, Яморі Ко перестає ходити до школи й починає блукати вулицями вночі. Він зустрічає дівчину на ім’я Надзуна Нанакуса, вампірку, яка показує Ко радість нічного життя. Це призводить до того, що Ко тепер також бажає стати вампіром, і для досягнення цієї мети він має спершу закохатися у неї.

## Персонажі

### Головні
Яморі Ко (яп. 夜守コウ, Yamori Kō)
Сейю: Сато Ґен
Чотирнадцятирічний школяр, у якого починаються проблеми зі сном. Щоб відновити сили, він вислизає вночі, щоб погуляти вулицями. Ко намагається закохатися в Надзуну, щоб стати вампіром і полишити своє людське життя.
Надзуна Нанакуса (яп. 七草ナズナ, Nanakusa Nazuna)
Сейю: Амамія Сора
Вперше зустрічає Ко, коли він вештався вулицями вночі і запрошує його до себе у квартиру, де вона дочекалась поки Ко засне, щоб посмоктати в нього кров. Дуже сором'язлива, і червоніє коли мова заходить про кохання, проте не проти брудних жартів і любить дражнити Ко. Полюбляє пиво. Вік невідомий. Не дуже ладнає з іншими вампірами через різні погляди.

### Другорядні
Асай Акіра (яп. 朝井アキラ, Asai Akira)
Сейю: Юмірі Ханаморі
Подруга дитинства Ко, живе у тому ж будинку що і він.
Уґуісо Анко (яп. 鶯餡子, Uguisu Anko)
Сейю: Савашіро Міюкі
Детективка, що полює на вампірів. Не випускає з рук сигарету. Намагається відмовити Ко від його ідеї стати вампіром.
Сері Кікьо (яп. 桔梗セリ, Kikyō Seri)
Сейю: Томацу Харука
Популярна серед чоловіків вампірка, схожа на представницю субкультури ґяру. Зацікавилася Ко, коли дізналася, що Надзуна гуляє ночами з людиною, та намагалася попити його крові.
Кохакобе Мідорі (яп. 小繁縷ミドリ, Kohakobe Midori)
Сейю: Одзора Наомі
Вампірка, подруга Надзуни, що працює в мейд-кафе.

## Медіа

### Манґа
Поклик ночі написаний та проілюстрований Котоямою. Це його друга серія манґи після Dagashi Kashi. Котояма назвав світ твір на честь однойменної пісні гурту Creepy Nuts, яка згодом стала ендінґом аніме. Манґа почала виходити 28 серпня 2019 року в журналі Weekly Shōnen Sunday. Перший том вийшов 18 листопада 2019 роки. Станом на 15 вересня 2022 року вийшло тринадцять томів.

#### Список томів
| №  | Японською         | Японською              | Англійською     | Англійською            |
| №  | Дата виходу       | ISBN                   | Дата виходу     | ISBN                   |
| -- | ----------------- | ---------------------- | --------------- | ---------------------- |
| 1  | 18 листопада 2019 | ISBN 978-4-09-129492-0 | 13 квітня 2021  | ISBN 978-1-97472-051-4 |
| 2  | 18 лютого 2020    | ISBN 978-4-09-129556-9 | 8 червня 2021   | ISBN 978-1-97472-057-6 |
| 3  | 16 квітня 2020    | ISBN 978-4-09-850064-2 | 10 серпня 2021  | ISBN 978-1-97472-080-4 |
| 4  | 18 серпня 2020    | ISBN 978-4-09-850163-2 | 12 жовтня 2021  | ISBN 978-1-97472-304-1 |
| 5  | 16 жовтня 2020    | ISBN 978-4-09-850268-4 | 14 грудня 2021  | ISBN 978-1-97472-408-6 |
| 6  | 18 січня 2021     | ISBN 978-4-09-850384-1 | 8 лютого 2022   | ISBN 978-1-97472-590-8 |
| 7  | 14 квітня 2021    | ISBN 978-4-09-850522-7 | 12 квітня 2022  | ISBN 978-1-9747-2643-1 |
| 8  | 16 липня 2021     | ISBN 978-4-09-850635-4 | 14 червня 2022  | ISBN 978-1-9747-3008-7 |
| 9  | 18 листопада 2021 | ISBN 978-4-09-850735-1 | 13 вересня 2022 | ISBN 978-1-9747-3422-1 |
| 10 | 18 лютого 2022    | ISBN 978-4-09-850872-3 | 13 грудня 2022  | ISBN 978-1-9747-3571-6 |
| 11 | 17 червня 2022    | ISBN 978-4-09-851127-3 | 14 березня 2023 | ISBN 978-1-9747-3676-8 |
| 12 | 15 липня 2022     | ISBN 978-4-09-851204-1 | 13 червня 2023  | ISBN 978-1-9747-3859-5 |
| 13 | 15 вересня 2022   | ISBN 978-4-09-851257-7 | 12 вересня 2023 | ISBN 978-1-9747-4038-3 |
| 14 | 16 грудня 2022    | ISBN 978-4-09-851474-8 | 12 грудня 2023  | ISBN 978-1-9747-4100-7 |
| 15 | 16 березня 2023   | ISBN 978-4-09-851767-1 | 12 березня 2024 | ISBN 978-1-9747-4363-6 |
| 16 | 16 червня 2023    | ISBN 978-4-09-852123-4 | —               | —                      |
| 17 | 18 липня 2023     | ISBN 978-4-09-852615-4 | —               | —                      |
| 18 | 17 листопада 2023 | ISBN 978-4-09-852855-4 | —               | —                      |

### Аніме
11 листопада 2021 року відкрився веб-сайт, на якому анонсували адаптацію аніме -телесеріалу виробництва Liden Films. Режисером серіалу був Томоюкі Ітамура, Тецуя Міяніші виступив як головний режисер, Мічіко Йокоте як сценарист, Харука Сагава відповідав за персонажів, а Йошіакі Дева писав музику. Серіал був створений у рамках програмного блоку Noitamina на телеканалі Fuji TV. Серіал транслювався з 8 липня по 30 вересня 2022 року в програмному блоці Noitamina на Fuji TV. Опенінґом стала композиція «Daten» (яп. 堕天, «Fallen Angel»), а ендінґом ― «Yofukashi no Uta» (яп. よふかしのうた), обидві у виконанні Creepy Nuts. Компанія Sentai Filmworks ліцензувала серіал для Північної Америки, Європи, Океанії та деяких територій Латинської Америки та Азії. Перший сезон має в собі 13 серій. Українською мовою аніме було озвучене одразу чотирма команди фандаберів.
На заході Fuji TV Anime Lineup Press Conference 2024, що відбувся 11 березня 2024 року, було анонсовано другий сезон серіалу. Його прем'єра запланована на 4 липня 2025 року на телеканалі Fuji TV та його філіалах.
На своїй панелі Otakon у липні 2022 року Sentai Filmworks оголосила, що серіал отримає англійський дубляж, прем'єра якого відбулася на Hidive 8 вересня 2022 року. Другий сезон також транслюватиметься на Hidive.